# Левин, Айра
А́йра Марвин Ле́вин (англ. Ira Marvin Levin; 27 августа 1929, Нью-Йорк, США — 12 ноября 2007, там же) — американский прозаик, драматург и автор песен. Автор романов «Ребёнок Розмари» и «Степфордские жёны».

## Биография
Айра Левин родился 27 августа 1929 года в Нью-Йорке в еврейской семье и провёл ранние годы на Манхэттене и в Бронксе. В 1950 году окончил Нью-Йоркский университет, где изучал философию и английский язык. В 22 года написал свой первый роман «Поцелуй перед смертью», за который получил премию Эдгара Аллана По.
Первой пьесой писателя стала адаптация романа Мака Химена «Трудно быть сержантом» — комедия о похождениях призывника-деревенщины во время службы в ВВС США, написанная в 1955 году для телевизионной постановки и положившая начало карьере актёра Энди Гриффита. В 1958 году пьеса была экранизирована, а в одной из главных ролей снялся Ник Адамс. В 1964 году по пьесе был создан телевизионный сериал с Сэмми Джексоном в главной роли.
В 1967 году был опубликован роман «Ребёнок Розмари» — самый известный роман Левина.
Айра Левин умер от сердечного приступа в своем доме на Манхэттене 12 ноября 2007 года.

## Личная жизнь
Левин был еврейским атеистом.
Левин был женат дважды, сначала на Габриэль Аронсон (с 1960 по 1968 год), от которой у него было трое сыновей: Адам, Джаред и Николас. Позже он женился на Филлис Шугарман (умерла в 2006 году). У него было в общей сложности четверо внуков.

## Экранизации
- 1956 — Поцелуй перед смертью
- 1968 — Ребёнок Розмари
- 1974 — Степфордские жёны
- 1978 — Мальчики из Бразилии
- 1982 — Смертельная ловушка
- 1991 — Поцелуй перед смертью
- 1993 — Щепка
- 1993 — Игра со смертью
- 2004 — Степфордские жёны